# 1. Bundesliga 1965-66
La Fußball-Bundesliga 1965/66 fue la tercera temporada de la Bundesliga, liga de fútbol de primer nivel de Alemania Federal. Comenzó el 14 de agosto de 1965 y finalizó el 22 de mayo de 1966.

## Equipos participantes
| Equipo                   | Ciudad             | Estadio                          | Capacidad |
| ------------------------ | ------------------ | -------------------------------- | --------- |
| Bayern de Múnich         | Múnich             | Stadion an der Grünwalder Straße | 44.300    |
| Borussia Dortmund        | Dortmund           | Rote Erde                        | 30.000    |
| Borussia Mönchengladbach | Mönchengladbach    | Bökelbergstadion                 | 34.500    |
| Borussia Neunkirchen     | Neunkirchen        | Ellenfeldstadion                 | 32.000    |
| FC Colonia               | Colonia            | Müngersdorfer Stadion            | 76.000    |
| Eintracht Braunschweig   | Braunschweig       | Eintracht-Stadion                | 38.000    |
| Eintracht Frankfurt      | Frankfurt del Main | Waldstadion                      | 87.000    |
| Hamburgo SV              | Hamburgo           | Volksparkstadion                 | 80.000    |
| Hannover 96              | Hannover           | Niedersachsenstadion             | 86.000    |
| 1. FC Kaiserslautern     | Kaiserslautern     | Stadion Betzenberg               | 42.000    |
| Karlsruher SC            | Karlsruhe          | Wildparkstadion                  | 50.000    |
| Meidericher SV           | Duisburgo          | Wedaustadion                     | 38.500    |
| TSV 1860 Múnich          | Múnich             | Stadion an der Grünwalder Straße | 44.300    |
| 1. FC Núremberg          | Núremberg          | Städtisches Stadion              | 64.238    |
| FC Schalke 04            | Gelsenkirchen      | Glückauf-Kampfbahn               | 35.000    |
| VfB Stuttgart            | Stuttgart          | Neckarstadion                    | 53.000    |
| SC Tasmania 1900 Berlín  | Berlín             | Olympiastadion                   | 100.000   |
| Werder Bremen            | Bremen             | Weserstadion                     | 32.000    |

### Relevos
| Pos  | Descendidos de 1. Bundesliga |
| ---- | ---------------------------- |
| 14.º | Hertha Berlín                |

| Pos        | Ascendidos de Regionalliga |
| ---------- | -------------------------- |
| 1.º West   | Borussia Mönchengladbach   |
| 1.º Süd    | Bayern de Múnich           |
| 3.º Berlín | SC Tasmania 1900 Berlín    |

## Tabla de posiciones
| Pos. | Equipo                      | Pts. | PJ | G  | E  | P  | GF | GC  | Dif. | Clasificación                                                    |
| ---- | --------------------------- | ---- | -- | -- | -- | -- | -- | --- | ---- | ---------------------------------------------------------------- |
| 1    | TSV 1860 Múnich (C)         | 50   | 34 | 20 | 10 | 4  | 80 | 40  | +40  | Clasificado a la primera ronda de la Copa de Campeones de Europa |
| 2    | Borussia Dortmund           | 47   | 34 | 19 | 9  | 6  | 70 | 36  | +34  | Clasificado a la segunda ronda de la Recopa de Europa            |
| 3    | Bayern de Múnich            | 47   | 34 | 20 | 7  | 7  | 71 | 38  | +33  | Clasificado a la primera ronda de la Recopa de Europa            |
| 4    | Werder Bremen               | 45   | 34 | 21 | 3  | 10 | 76 | 40  | +36  |                                                                  |
| 5    | FC Colonia                  | 44   | 34 | 19 | 6  | 9  | 74 | 41  | +33  |                                                                  |
| 6    | 1. FC Núremberg             | 39   | 34 | 14 | 11 | 9  | 54 | 43  | +11  | Clasificado a la primera ronda de la Copa de Ferias              |
| 7    | Eintracht Frankfurt         | 38   | 34 | 16 | 6  | 12 | 64 | 46  | +18  | Clasificado a la primera ronda de la Copa de Ferias              |
| 8    | Meidericher SV              | 36   | 34 | 14 | 8  | 12 | 70 | 48  | +22  |                                                                  |
| 9    | Hamburgo SV                 | 34   | 34 | 13 | 8  | 13 | 64 | 52  | +12  |                                                                  |
| 10   | Eintracht Braunschweig      | 34   | 34 | 11 | 12 | 11 | 49 | 49  | 0    |                                                                  |
| 11   | VfB Stuttgart               | 32   | 34 | 13 | 6  | 15 | 42 | 48  | −6   | Clasificado a la primera ronda de la Copa de Ferias              |
| 12   | Hannover 96                 | 30   | 34 | 11 | 8  | 15 | 59 | 57  | +2   |                                                                  |
| 13   | Borussia Mönchengladbach    | 29   | 34 | 9  | 11 | 14 | 57 | 68  | −11  |                                                                  |
| 14   | FC Schalke 04               | 27   | 34 | 10 | 7  | 17 | 33 | 55  | −22  |                                                                  |
| 15   | 1. FC Kaiserslautern        | 26   | 34 | 8  | 10 | 16 | 42 | 65  | −23  |                                                                  |
| 16   | Karlsruher SC               | 24   | 34 | 9  | 6  | 19 | 35 | 71  | −36  |                                                                  |
| 17   | Borussia Neunkirchen (D)    | 22   | 34 | 9  | 4  | 21 | 32 | 82  | −50  | Descenso a la Regionalliga                                       |
| 18   | SC Tasmania 1900 Berlín (D) | 8    | 34 | 2  | 4  | 28 | 15 | 108 | −93  | Descenso a la Regionalliga                                       |

 Fuente: BDFutbol
Notas:
1. ↑  El Borussia Dortmund se clasificó a la Recopa de Europa como campeón defensor de la competición.

| Bandera de Alemania               |
| Campeón TSV 1860 Múnich 1° título |

## Resultados
| Local \ Visitante        | BAY | BOD | BOM | BON | COL | EBR | EFR | HAM | HAN | KAI | KAR | MEI | NUR | SCH | STU | TAS | TSV | WER |
| ------------------------ | --- | --- | --- | --- | --- | --- | --- | --- | --- | --- | --- | --- | --- | --- | --- | --- | --- | --- |
| Bayern de Múnich         | —   | 0–2 | 5–2 | 6–0 | 1–4 | 2–2 | 2–0 | 3–0 | 3–1 | 3–0 | 5–1 | 3–0 | 0–0 | 1–0 | 0–1 | 2–1 | 3–0 | 3–1 |
| Borussia Dortmund        | 3–0 | —   | 3–1 | 1–0 | 3–2 | 1–1 | 3–0 | 2–2 | 4–0 | 4–0 | 4–1 | 1–1 | 2–0 | 7–0 | 4–0 | 3–1 | 0–2 | 2–1 |
| Borussia Mönchengladbach | 1–2 | 4–5 | —   | 4–1 | 2–3 | 1–0 | 1–2 | 0–0 | 2–0 | 2–0 | 1–1 | 1–2 | 8–3 | 2–0 | 1–0 | 5–0 | 1–1 | 0–7 |
| Borussia Neunkirchen     | 0–4 | 1–3 | 1–1 | —   | 2–1 | 1–0 | 1–6 | 1–1 | 1–0 | 1–4 | 1–0 | 0–1 | 2–1 | 1–0 | 1–2 | 3–1 | 1–9 | 1–2 |
| FC Colonia               | 6–1 | 1–2 | 2–2 | 4–2 | —   | 3–0 | 1–0 | 5–1 | 0–1 | 3–2 | 2–0 | 1–1 | 2–1 | 2–1 | 3–1 | 4–0 | 3–1 | 2–0 |
| Eintracht Braunschweig   | 2–4 | 4–0 | 1–1 | 1–2 | 1–2 | —   | 2–2 | 1–4 | 2–1 | 1–1 | 2–0 | 1–0 | 3–0 | 3–0 | 1–1 | 3–1 | 2–2 | 1–0 |
| Eintracht Frankfurt      | 0–0 | 4–1 | 3–1 | 1–2 | 0–0 | 4–1 | —   | 2–0 | 0–1 | 6–0 | 1–0 | 2–0 | 1–2 | 4–1 | 3–2 | 4–0 | 5–2 | 1–0 |
| Hamburgo SV              | 0–4 | 1–1 | 5–0 | 3–0 | 2–2 | 2–1 | 0–1 | —   | 2–1 | 4–1 | 8–0 | 2–0 | 0–2 | 1–1 | 4–1 | 5–1 | 1–2 | 1–3 |
| Hannover 96              | 3–4 | 1–1 | 2–1 | 6–0 | 1–1 | 1–1 | 4–1 | 0–0 | —   | 4–0 | 5–2 | 0–3 | 2–2 | 0–3 | 4–2 | 5–0 | 0–1 | 2–1 |
| 1. FC Kaiserslautern     | 1–2 | 0–0 | 1–2 | 0–0 | 3–2 | 1–1 | 5–2 | 2–1 | 1–1 | —   | 1–0 | 1–0 | 0–0 | 3–2 | 1–2 | 0–0 | 3–0 | 2–3 |
| Karlsruher SC            | 1–0 | 0–0 | 3–3 | 1–1 | 2–1 | 1–4 | 4–0 | 1–4 | 1–0 | 1–0 | —   | 0–4 | 1–2 | 1–0 | 3–0 | 3–0 | 1–1 | 3–2 |
| Meidericher SV           | 1–1 | 2–1 | 3–2 | 1–0 | 2–3 | 4–1 | 0–0 | 3–1 | 2–2 | 2–2 | 8–2 | —   | 1–2 | 5–1 | 5–2 | 3–0 | 2–3 | 1–2 |
| 1. FC Núremberg          | 2–2 | 0–0 | 2–2 | 3–1 | 2–0 | 1–1 | 0–0 | 5–0 | 2–1 | 1–1 | 3–0 | 4–1 | —   | 1–0 | 1–1 | 7–2 | 1–4 | 2–1 |
| FC Schalke 04            | 1–1 | 2–3 | 0–0 | 2–0 | 0–0 | 1–1 | 3–2 | 2–1 | 1–0 | 2–1 | 0–0 | 0–0 | 1–0 | —   | 2–0 | 4–0 | 0–2 | 1–6 |
| VfB Stuttgart            | 0–1 | 1–1 | 5–0 | 2–0 | 0–1 | 0–1 | 0–0 | 1–3 | 4–2 | 4–1 | 1–0 | 2–0 | 1–0 | 1–0 | —   | 2–0 | 0–0 | 0–2 |
| SC Tasmania 1900 Berlín  | 0–2 | 0–2 | 0–0 | 2–1 | 0–6 | 0–2 | 0–3 | 0–4 | 1–5 | 1–1 | 2–0 | 0–9 | 0–1 | 1–2 | 0–2 | —   | 0–5 | 1–1 |
| TSV 1860 Múnich          | 1–0 | 2–1 | 3–3 | 4–1 | 2–1 | 1–1 | 4–2 | 1–1 | 5–0 | 4–2 | 2–0 | 3–3 | 1–1 | 3–0 | 0–0 | 4–0 | —   | 3–1 |
| Werder Bremen            | 1–1 | 1–0 | 2–0 | 5–2 | 2–1 | 4–0 | 3–2 | 2–0 | 3–3 | 4–1 | 3–1 | 2–0 | 1–0 | 2–0 | 3–1 | 5–0 | 0–2 | —   |

## Goleadores
| Pos. | Jugador             | Equipo            | Goles |
| ---- | ------------------- | ----------------- | ----- |
| 1    | Lothar Emmerich     | Borussia Dortmund | 31    |
| 2    | Friedhelm Konietzka | TSV 1860 Múnich   | 26    |
| 3    | Arnold Schütz       | Werder Bremen     | 20    |
| 4    | Peter Grosser       | TSV 1860 Múnich   | 18    |
| 4    | Hannes Löhr         | Colonia           | 18    |
| 4    | Manfred Pohlschmidt | Hamburgo          | 18    |